# Перес Македа, Луис Хесус
Луис Хесус Перес Македа (исп. Luis Jesús Pérez Maqueda; род. 4 февраля 1995, Утрера, Андалусия) — испанский футболист, защитник клуба «Реал Вальядолид».

## Клубная карьера
Перес — воспитанник клубов «Утрера» и «Севилья». 5 октября 2014 года в матче против «Картахены» он дебютировал за дубль последних. В 2015 году стал игроком «Реал Хаэн», подписав однолетний контракт. 6 сентября в матче против «Альмерии B» Луис дебютировал за новый клуб.
В 2016 году перешёл в клуб «Эльче». 3 сентября в поединке против «Тенерифе» Перес дебютировал в испанской Сегунде. В июле 2017 года стал игроком «Тенерифе». 18 августа в матче против «Реал Сарагосы» он дебютировал за новый клуб. 22 сентября 2018 года в поединке против «Кордовы» был удалён за две жёлтые карточки.
В июле 2020 года перешёл в «Реал Вальядолид». 20 сентября против «Реал Бетиса» Луис дебютировал в испанской Ла Лиге. 19 декабря 2021 года в поединке против «Реал Сосьедад B» защитник отметился дебютным голом.